# Kelly Kwalik
Kelly Kwalik, tué le 16 décembre 2009 à Gorong-Gorong (un quartier de Timika) est un important dirigeant indépendantiste papou. Il était soupçonné par l’armée indonésienne d'être le responsable d'une série de fusillades survenues [Où ?] entre juillet 2009 et octobre 2009 et visant des véhicules transportant le personnel de la société américaine Freeport-McMoRan, alors que le chef de la police régionale, peu de temps avant sa retraite, affirmait le contraire.

## Décès
Lors de l'attaque à trois heures du matin de la maison dans laquelle il se trouvait, menée notamment par des éléments du Détachement spécial 88 et de la Brigade Mobil, il aurait selon les sources tiré un coup de feu en direction de la police, ou pointé une arme en direction de celle-ci.